# Allorhogas argentinus
Allorhogas argentinus är en stekelart som först beskrevs av Brethes 1922.  Allorhogas argentinus ingår i släktet Allorhogas och familjen bracksteklar. Inga underarter finns listade i Catalogue of Life.